# Dave Steen
David Lee „Dave” Steen (ur. 14 listopada 1959 w New Westminster) – kanadyjski lekkoatleta, wieloboista, dwukrotny uczestnik letnich igrzysk olimpijskich (Los Angeles 1984, Seul 1988), brązowy medalista olimpijski z Seulu w dziesięcioboju.
Odznaczony Orderem Kanady. Po zakończeniu kariery został strażakiem, osiągając stopień kapitana.

## Osiągnięcia sportowe
- dwukrotny mistrz Kanady w dziesięcioboju (1982, 1986)[2]
- mistrz Kanady w skoku w dal – 1977
- mistrz Kanady w skoku o tyczce – 1987
- trzykrotny rekordzista świata w pięcioboju (w latach 1983, 1984, 1986)

| Rok  | Miasto      | Zawody                     | Konkurencja   | Wynik         |
| ---- | ----------- | -------------------------- | ------------- | ------------- |
| 1982 | Brisbane    | Igrzyska Wspólnoty Narodów | dziesięciobój | srebrny medal |
| 1983 | Edmonton    | Uniwersjada                | dziesięciobój | złoty medal   |
| 1983 | Caracas     | Igrzyska panamerykańskie   | dziesięciobój | złoty medal   |
| 1984 | Los Angeles | Igrzyska olimpijskie       | dziesięciobój | 8. miejsce    |
| 1986 | Edynburg    | Igrzyska Wspólnoty Narodów | dziesięciobój | srebrny medal |
| 1988 | Seul        | Igrzyska olimpijskie       | dziesięciobój | brązowy medal |

## Rekordy życiowe
- siedmiobój (hala) – 5984 – Edmonton 22/02/1987
- dziesięciobój – 8415 – Talence 17/07/1988